# 音樂訊號之時頻分析
音樂信號時頻分析（英語：Time–frequency analysis for music signals）為時頻分析應用之一。音樂聲音可以比人聲更加複雜，佔用更寬的頻帶，音樂信號為隨時間變化的信號，只使用單純的傅立葉變換無法清楚分析，所以利用時間-頻率分析做更有效的分析工具。時頻分析為傳統傅立葉變換延伸版。短時距傅立葉變換、加伯轉換與維格納分佈最被廣泛使用之時頻分析方法，對於分析音樂信號也相當管用。

## 音樂信號相關基礎知識
音樂為在一個時間週期內具有穩定頻率的聲音，音樂可以通過幾種方法來產生，例如，鋼琴的聲音由撞擊琴弦產生的，小提琴的聲音由彎曲琴弦產生的。所有音樂的聲音都有其基頻與色彩，基本頻率是諧波系列的最低頻率，在一個週期信號，基頻為週期長度的倒數，而泛音的頻率是基頻的整數倍。在音樂理論裡，音準代表對聲音感知的基頻，然而實際的基頻可能因感知基頻的不同而不同。

## 短時距傅立葉變換

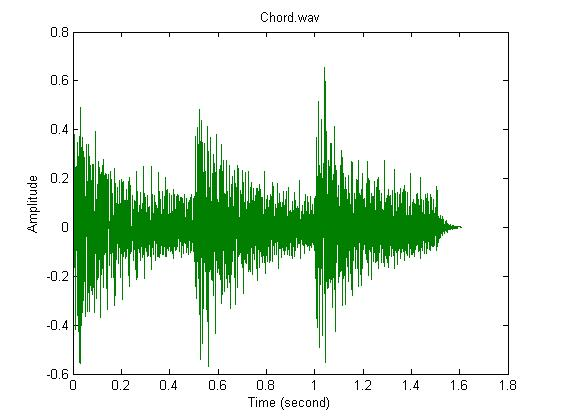
圖1 "Chord.wav"的波型

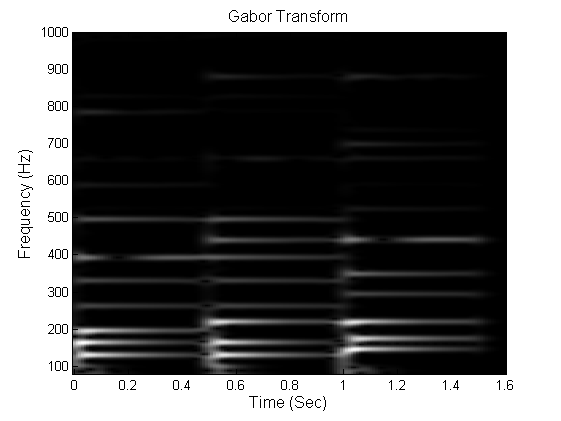
圖2 "Chord.wav"之加伯轉換

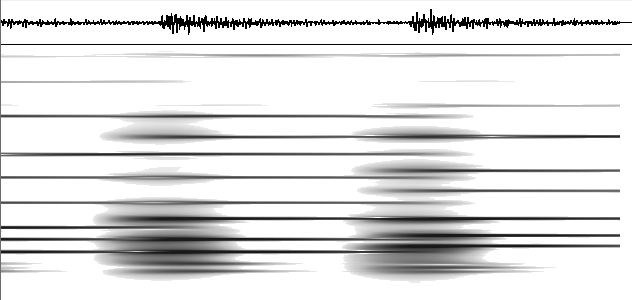
圖3"Chord.wav"之頻譜圖

### 連續型短時距傅立葉變換
短時距傅立葉變換為時頻分析之基本類型，如果有一個連續的信號x(t)，我們可以從下方等式計算短時距傅立葉變換
{\displaystyle \mathbf {STFT} \left\{x(t)\right\}\equiv X(t,f)=\int _{-\infty }^{\infty }x(\tau )w(t-\tau )e^{-j2\pi f\tau }\,d\tau }
```
w
(
t
) 為一
窗函數
，當 
w
(
t
)為方波時, 此轉換被稱為
離散之方波短時距傅立葉變換
。當 
w
(
t
) 為
高斯函數
時, 此轉換被稱為加伯轉換。
```

### 離散型短時距傅立葉變換
一般的音樂信號通常為不連續信號，所以無法使用公式去計算離散之方波短時距傅立葉變換，將原本型式改為
{\displaystyle X(n\,\Delta t,m\,\Delta f)=\sum _{p=n-Q}^{n+Q}x(p\,\Delta t)e^{-j2\pi pm\,\Delta t\,\Delta f}\,\Delta t}
　  令{\displaystyle t=n\,\Delta t}, {\displaystyle f=m\,\Delta f}, {\displaystyle \tau =p\,\Delta t}，{\displaystyle B=Q\,\Delta t}.
短時距傅立葉變換有些限制如下
- {\displaystyle \Delta t\,\Delta f={\frac {1}{N}},} ，N'為整數
- {\displaystyle N\geq 2Q+1}
- {\displaystyle \Delta <{\frac {1}{2f_{\max }}}}，{\displaystyle f_{\max }}為最高頻率

## 頻譜圖
{\displaystyle \mathbf {spectrogram} (t,f)=\left|\mathbf {STFT} (t,f)\right|^{2}}
雖然頻譜圖非常有用，但仍然有一個缺點，頻率刻度為線性，但是音階頻率的變動為對數成長。

## 維格納分布
維格納分布亦可用來分析音樂信號，其優點為高清晰度，但是需要高度計算，並具有交叉項的問題，所以它更適合於在同一時間內，並且不超過一個頻率的狀況下分析信號。
{\displaystyle \mathbf {W} _{x}(t,f)=\int _{-\infty }^{\infty }x(t+\tau /2)x^{*}(t-\tau /2)e^{-j2\pi \tau \,f}\,d\tau ,}
x(t)為其原訊號。